# Руса IV
Руса IV (Руса, син Руси) - останній цар держави Урарту, свідок загибелі останнього оплоту урартської державності - фортеці Тейшебаіні в Закавказзі. Період правління близько 595-585 до н. е.
Про останній період  держави Урарту збереглося лише невелике число уривчастих  відомостей. Про існування Руси IV вченим стало відомо після уважного вивчення глиняної  булли, що опечатувала одне із зерносховищ фортеці Тейшебаіні. Археологам відразу стало зрозуміло, що булла була зірвана в момент останнього штурму фортеці, на ній також відразу вдалося прочитати по батькові останнього урартського царя «син Руси», однак ім'я царя — «Руса» вдалося прочитати лише майже десять років потому в 1960 році . 
|  | Глиняна булла з"єднувала кінці мотузки, що пропускалась в петлі дверей, які закривали зерносховище, і таким чином опломбовували зерносховище. Для унеможливлення підробки булли на ній ставився підпис наглядача і прокочувалася його циліндрична печатка. На фотографії видно підпис і слід циліндричної печаті. |

Таким чином, з'ясувалося, що останнім урартським царем був Руса IV, син Руси III, який очолював залишки колись могутньої урартської  держави. Під час правління Руси IV урарти остаточно втратили вплив у центрі країни, в районі озера Ван і продовжували здавати позиції в Закавказзі. Місто Аргіштіхінілі було втрачено в бою, а місто Еребуні залишено без бою, а його цінності перевезені в Тейшебаіні  . Однак невдовзі, близько 585 року до н. е..,  і Тейшебаіні буде спалено, а разом із цією фортецею держава Урарту загине.